# بيتا ستريم
بيتا ستريم هي شركة طباعة متخصصه بإنتاج الخطوط الرقمية. تأسست في عام 1981 على يد كل من ماثيو كارتير ومايك بيركر، يقع مقرها الرئيسي في ولاية مارلبورو، استحوذت شركة  Monotype Imagingعلى موقع MyFonts  الشهير من Bitstream أما بالنسبة إلى الأعمال التجارية والمسؤولة عن  Pageflex وتطبيق Bolt فقد تم نقلها تحت كيان اخر جديد يدعى مارلبورو لتطوير البرمجيات من شركة هولدينغز. تمت إعادة تسميتها فيما بعد باسم Pageflex. بعد صفقة شراء إدارية ناجحة في كانون الأول/ديسمبر 2013.

## من ضمن انتاجاتها
قامت شركة Bitstream بإنشاء مكتبة تشمل العديد من الخطوط الكلاسيكية (تكون عادة تحت أسماء مختلفة لأسباب تتعلق بالعلامة التجارية) في نمط رقمي (على سبيل المثال يرمز للتوقيت العاشر بالهولندية 801)  يتم استخدام مجموعة خطوط Bitstream على نطاق واسع من خلال تضمينها مع برنامج CorelDRAW. تلقت الشركة العديد من الانتقادات لاستراتيجيتها المتمثلة في تقديم عمليات رقمية لأشكال الخطوط الموجودة مسبقًا والتي لم تصممها بتكلفة زهيدة. يصف مصمم الخطوط جون هيندسون بيعه لعدد كبير من الخطوط على الأقراص المضغوطه بأسعار قليله بأنه «واحد من أسوأ أنواع حالات القرصنة في التاريخ» في حين أنه يعد من الناحية الفنية غير قانوني.
قامت شركة Bitstream بتطوير العديد من الخطوط لديها مثل: خط الميثاق من قبل ماثيو كارتر، وخطوط ايوان ذات الأسلوب القديم من قبل جون داونر وعائلة خطوط فري وار من Bitstream.
إحدى الخطوط الشهيره هي السويسريه 721 وهي نسخة من خط Helvetica باصدارات مكثفه ونسخ قريبه له. ويعد من بين أول أنواع المجموعة السويسرية المتاحة رقميا والتي تم تصميمها لهذا الغرض في عام 1982
يعد خط Fuinsing أحد منتجات شركة Bitstream وهو محرك لترميز الخطوط تم تطويره بالاشتراك مع شركة Type Solution Inc والتي تم امتلاكها لاحقاً من قبل شركة Bitstream.
وقد أطلق اسم Bitstream International Character Set (BICS) على مجموعة الأحرف متعددة البايت.

## تاريخها
قامت الشركة بتقديم أداء رائع عندما شاركت في نظام تشغيل أجهزة الكمبيوتر الشخصية BeOS مع اصداراتها القديمة باستخدام تقنية Bitstream renderer واحدث إصدارات التطوير من عام 2001 باستخدام خط Fusion. يتضمن نظام التشغيل اطلاق العديد من خطوط freeware والعديد من خطوط Bitstream بما في ذلك استنساخها من Times New Roman, Helvetica و Courier.
أعلنت شركة Bitstream في الثاني من ديسمبر عام 1998 على الاستحواذ على جكيه اسهم شركة Type Solutions وأيضا وافق سامبو كاسيلا والذي يعد مالك وموسس ورئيس TrueType, على الانضمام إلى Bitstream كمدير للبحث والتطوير.
اطلقت شركة Bitstream  في مارس من العام 2000 مشروع MyFonts وهو سوق مفتوح يقدم العديد من الخطوط المختلفة.
قدمت شركة  Bitstream في يناير من العام 2009 متصفح BOLT وهو متصفح ويب مخصص للجوالات. وتم توزيعه مجانا المستهلكين وتم تطويره باستخدام تقنية تصفح الشبكة المحمولة ThunderHawk الخاص بالشركة لصالح مشغلي شبكات الجوال ومصنعي أجهزة اليد. واوقف المنتج بحلول نهاية عام 2011.